# Palindromno praštevilo
Palindrómno práštevílo je praštevilo, ki je tudi palindromno število. Da je število palindromno, je odvisno od baze številskega sestava in dogovorov o zapisu števila, praštevilskost pa je neodvisna. Prva palindromna praštevila v bazi 10 so (OEIS A002385):
2, 3, 5, 7, 11, 101 131, 151, 181, 191, 313, 353, 373, 383, 727, 757, 787, 797, 919, 929, 10301, 10501, 10601, 11311, 11411, 12421, 12721, 12821, 13331, 13831, 13931, 14341, 14741, 15451, 15551, 16061, 16361, 16561, 16661, 17471, 17971, 18181, 18481, 19391, 19891, 19991, ...
Opazimo, da v zgornjem seznamu ni dvo ali štirimestnih palindromnih praštevil, razen števila 11. Če upoštevamo deljivost s številom 11, lahko rečemo, da je vsako palindromno število s sodim številom števk deljivo z 11.
Ni znano ali obstaja neskončno mnogo palindromnih števil v desetiškem sestavu. Največje znano palindromno praštevilo je 101170006 + 3880883 · 1085000 + 1. Odkril ga je Harvey Dubner leta 2006.
V dvojiškem sestavu palindromna praštevila vsebujejo Mersennova in Fermatova praštevila, čeprav je trenutno znanih le 42 takšnih števil. Prva praštevila, ki so palindromna v dvojiškem sestavu, so (OEIS A117697) (OEIS A016041): 
3 (11), 5 (101), 7 (111), 17 (10001), 31 (11111), 73 (1001001, 107 (11010011), 127 (1111111), 257 (100000001), 313 (100111001), 443 (110111011), 1193 (10010101001), ...
Prva štiri števila, ki niso Mersennova praštevila in so palindromna v dvojiškem sestavu, so:
5 (101), 17 (10001), 73 (1001001) in 107 (1001001).
Ribenboim je imenoval trojno palindromno praštevilo kot palindromno praštevilo p, katerega število števk q je tudi palindromno praštevilo s številom števk r, ki je tudi palindromno praštevilo. Na primer 1011310 + 4661664 · 105652 + 1, ki ima q = 11311 števk, in 11311 ima r = 5 števk. Možno je, da so trojna palindromna praštevila v bazi 10 palindromna tudi v drugi bazi, kot je recimo dvojiški sestav. Zelo nenavadno pa bi bilo, če bi bilo tudi trojno palindromno praštevilo v tej bazi.